# 石巻市立鮎川小学校
石巻市立鮎川小学校（いしのまきしりつ あゆかわしょうがっこう）は宮城県石巻市の旧牡鹿町域にある公立小学校。へき地等級2級に指定されている。

## 沿革
- 1873年（明治6年）5月 - 鮎川浜の民家にて開校。
- 1894年（明治27年） - 近浜に新校舎建設移転。
- 1918年（大正7年）4月 - 現在地に校舎を新築し、鮎川尋常小学校と改称。
- 1947年（昭和22年）6月 - 校歌制定。
- 1955年（昭和30年）3月26日 - 鮎川町と大原村が合併した牡鹿町発足により、牡鹿町立鮎川小学校と改称。
- 1971年（昭和46年）6月 - 新校舎落成移転。
- 1979年（昭和54年）7月 - プールと体育遊具施設「鮎川ランド」が完成。
- 1984年（昭和59年）
  - 3月 - 給食センター落成。
  - 4月 - 校庭暗渠工事。
- 1989年（平成元年）12月 - 金管バンド設置。
- 1994年（平成6年）8月 - コンピュータ室開設（パソコン5台導入）。
- 1996年（平成8年）11月 - 少年消防クラブ結成。
- 1998年（平成10年）10月 - 新型パソコン16台導入（LAN・インターネット接続）。
- 2001年（平成13年）12月 - 校木「プラタナス」を制定し、3本記念植樹。
- 2002年（平成14年）
  - 3月 - 校庭暗渠工事。
  - 5月 - 先進的教育用ネットワークモデル地域事業に伴い、ノートパソコン4台設置。
- 2003年（平成15年）8月 - 校舎海側外壁全面補修。
- 2004年（平成16年）12月 - 第1回網地島の方々との交流会を実施。
- 2005年（平成17年）
  - 3月 - ホームページ開設。
  - 4月1日 - 牡鹿町が新石巻市に合併されたため、石巻市立鮎川小学校と改称。
- 2006年（平成18年）2月 -  地域イントラネット（光ファイバー）設備工事。
- 2009年（平成21年）4月 - 新池越えネット（おしかネット）披露式挙行。
- 2010年（平成22年）8月 - 体育館耐震工事。
- 2011年（平成23年）
  - 3月11日 - 14時46分頃に発生した東日本大震災により、校舎に亀裂が多数発生したほか、学区の約7割が全壊・半壊するなど、甚大な被害を受ける。
  - 6月 - 校庭に仮設住宅58戸建設。
  - 7月 - 「ふれあい・支え合いプロジェクト」開始。
- 2012年（平成24年）6月 - 蔵王自然の家での夏季自然教室開始。
- 2014年（平成26年）10月 - ユネスコスクール認定。
- 2015年（平成27年）10月 - みやぎ防災教育推進協力校指定（2ヶ年）。
- 2017年（平成29年）5月 - セーフティープロモーションスクール（SPS）認定。

### この節の出典
- 鮎川小学校沿革 (PDF)  - 鮎川小学校ホームページ内

## 学区
- 鮎川浜、鮎川大町、鮎川浜丁、十八成浜、新山浜、長渡浜、網地浜[2]

## 進学先中学校
- 石巻市立牡鹿中学校[3]

## アクセス
- ミヤコーバス鮎川線で、「鮎川小学校前」バス停から、徒歩約370m・約5分（直線距離は約80mと近いが、道路の関係で遠回りとなる）。
- JR石巻線・仙石線石巻駅、JR石巻線渡波駅から、上述のミヤコーバス鮎川線で、「鮎川小学校前」バス停下車。

## 学校周辺
- 牡鹿清崎運動公園
- 宮城県道2号石巻鮎川線
- 石巻市立牡鹿病院
- 石巻市立牡鹿中学校
- 牡鹿交流センター
  - 清優館
- 太平洋